# Stará národní galerie
Stará národní galerie (německy Alte nationalgalerie) je nejstarší ze šesti insititucí, které tvoří berlínskou Národní galerii a zároveň je jedním z pěti muzeí na Muzejním ostrově v Berlíně v Německu. Vznikla jako v pořadí třetí muzeum a hostí sbírku umění 19. století. Galerie je jako součást Muzejního ostrova od roku 1999 na seznamu světového kulturního dědictví UNESCO.

## Budova
Stará národní galerie byla postavena jako antický chrám na vysokém soklu, na nějž vede dvojité schodiště a je ústředním pohledovým bodem muzejní kolonády, která tvoří srdce Muzejního ostrova. Na vrcholu schodiště stojí jezdecká socha Fridricha Viléma IV., kterou v roce 1886 zhotovil Alexander Calandrelli. Průčelí budovy tvoří sloupořadí, které po stranách přechází v půlkruhové pilastry. Nad vchodem je umístěn nápis DER DEUTSCHEN KUNST (Německému umění) a letopočet 1871. Budova má tři patra.

## Historie
Po budovách Starého a Nového muzea byla budova galerie postavena na muzejním ostrově jako třetí stavba. Architektem byl sice August Stüller, nicméně ten se držel nákresů Fridricha Viléma IV., stavbu realizoval Johan Heinrich Strack. Historie stavby je plná změn. Stüller sice vytvořil návrh stavby, ale základní kámen byl položen v roce 1867, dva roky po Stüllerově demisi. Dohled nad stavbou převzal Strack, v návrhu však změnil řadu dekorací. Budova byla sice otevřena v roce 1876, nápis nicméně otevření datuje do roku 1871, kdy bylo sjednoceno Německo. O deset let později byla na vrchol schodiště umístěna socha. První patro bylo výrazně přestavěno v roce 1911, střední patro v roce 1936.
V průběhu 2. světové války byla budova galerie silně poškozena, což se sice nedotklo evakuovaných uměleckých děl, nicméně po válce byla řada z těchto děl odvezena do Sovětského svazu. Ze všech muzejních budov byla budova galerie válkou nejméně poškozena, přesto její rekonstrukce trvala až do roku 1955, nová generální rekonstrukce byla provedena v letech 1998 - 2001. Tato poslední rekonstrukce vedla k vytvoření dvou nových výstavních místností v třetím patře.
Název "Stará" národní galerie získala budova teprve po spojení muzejních sbírek po sjednocení Berlína, důvodem bylo odlišení od Nové národní galerie v bývalém západním Berlíně, která hostí sbírku umění 20. století, třetí částí galerie je Hamburger Bahnhof, v němž je umístěno muzeum současného umění.
Po Bernhardu Maazovi (2003–2009) a Philippovi Demandtovi (2012–2016) je od května 2017 ředitelem instituce Ralph Gleis.

## Sbírky
Muzeum dnes vystavuje zhruba 440 maleb a 80 soch, velká část sbírek je dále uložena v depozitářích.
V expozici jsou silně zastoupeni němečtí malíři: Carl Blenchen, Arnold Böcklin (Ostrov mrtvých, olej na plátně, 1883), Adolph Menzel (Flétnový koncert s Fridrichem Velikým Sanssouci, olej na plátně, 1850-1852).
Zatoupeni jsou však i francouzští umělci: Claude Monet (St. German l'Auxerrois, olej na plátně, 1867), Edgar Degas, Paul Cézanne, Édouard Manet (Dům v Rueil, olej na plátně, 1882), Auguste Renoir (V létě, olej na plátně, 1868), Auguste Rodin (Muž a jeho myšlenka, mramor, 1899-1900).
Významná je sbírka obrazů Caspara Davida Friedricha (Opatství mezi duby, olej na plátně, 1809-10; Mnich u moře, olej na plátně, 1808-10; Východ měsíce nad mořem, olej na plátně, 1822, a další), Karla Friedricha Schinkela (Ráno, olej na plátně 1813; Gotický chrám na skále u moře, olej na plátně, 1815; a další).
Berlínské tematiky se dotýkají malby Franze Krügera (Přehlídka na Operplatzu v Berlíně, olej na plátně, 1824-30) či Eduarda Gaertnera (Parochialstrasse, olej na plátně, 1831). V galerii je jedna z verzí obrazu Vlna Gustava Courbeta (olej na plátně, 1870) či slavný obraz Lovise Corintha Oslepený Samson (olej na plátně, 1912).

## Ze sbírek

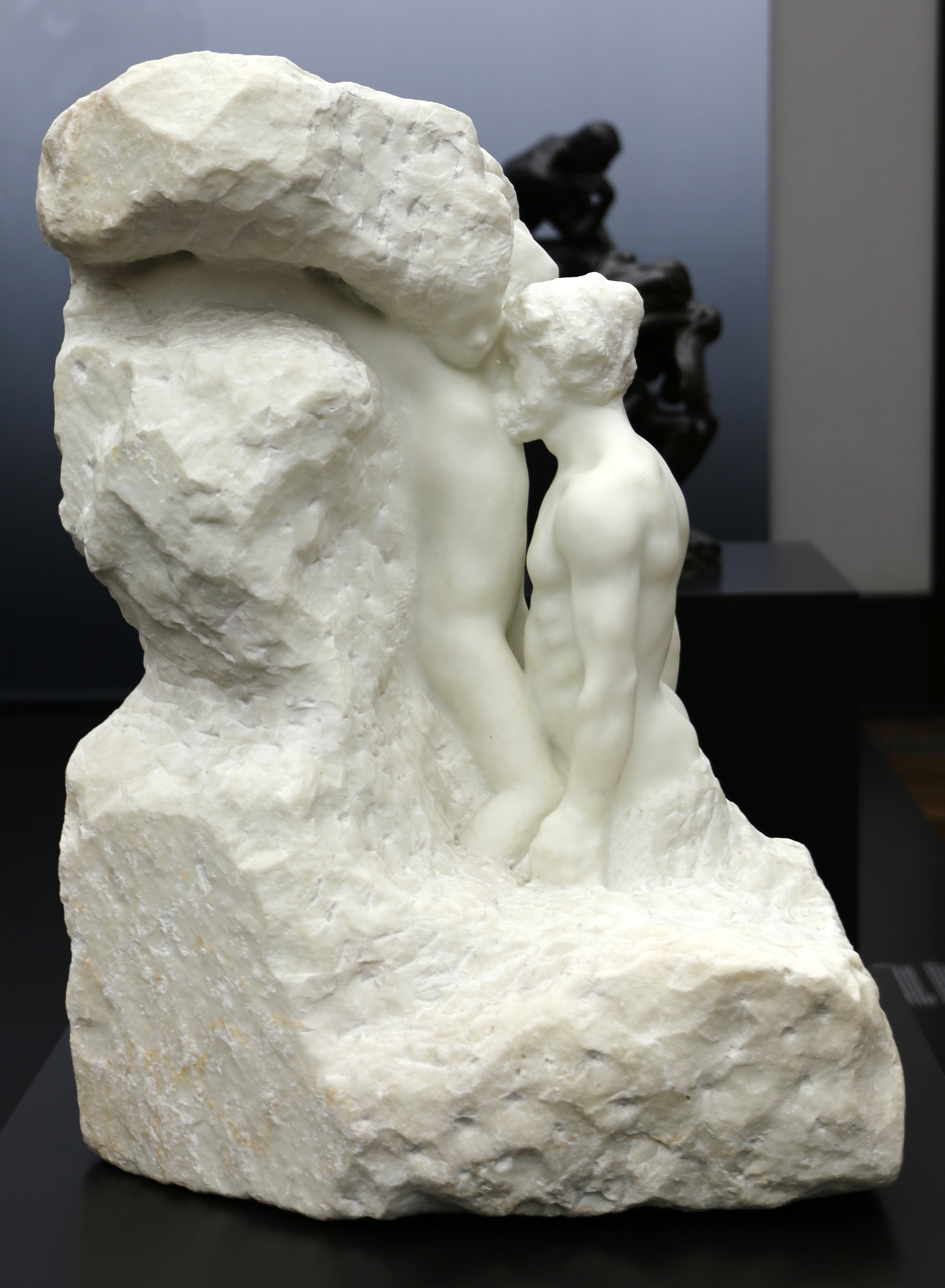
Auguste Rodin, Muž a jeho myšlenka, mramor (1899-1900)
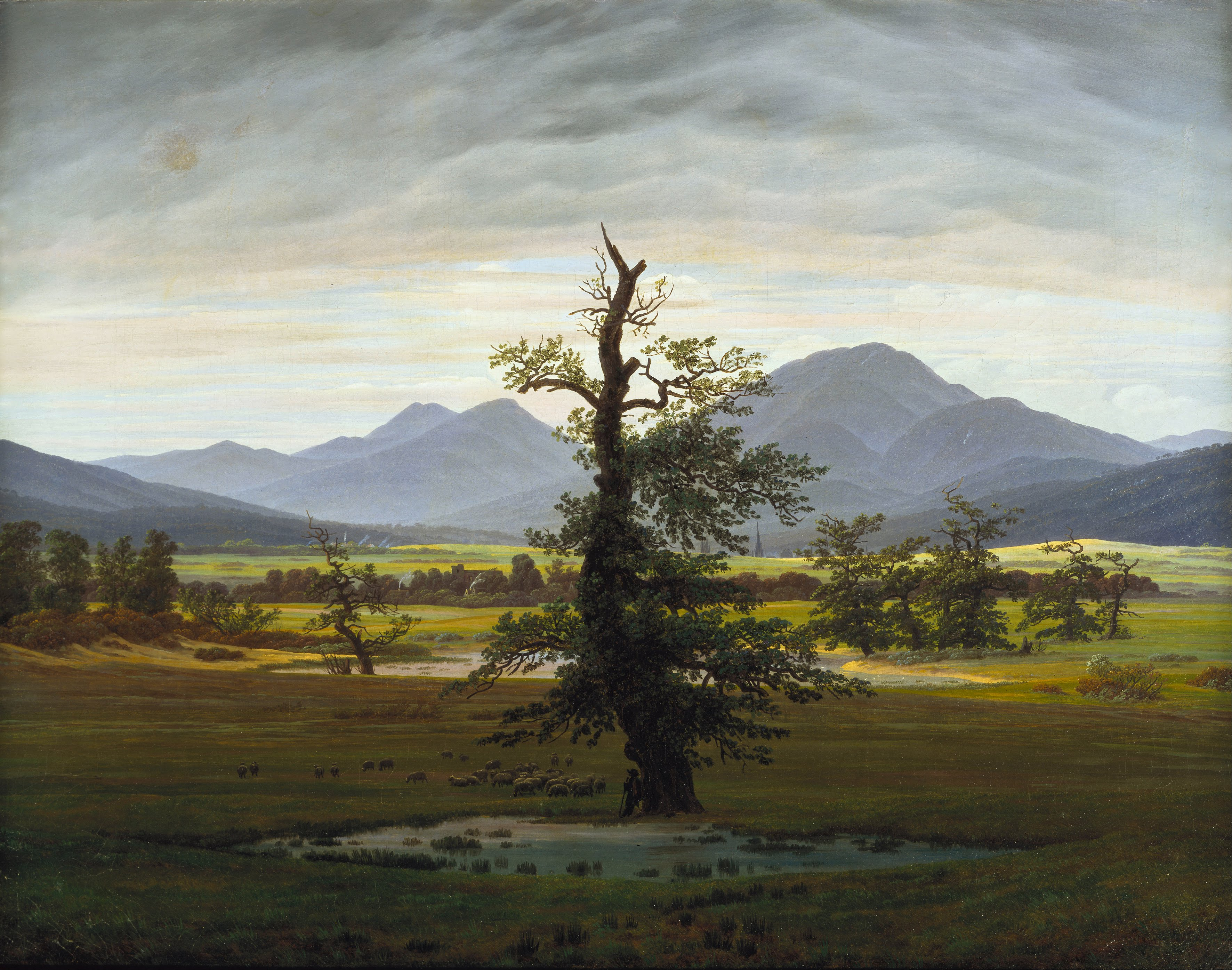
Caspar David Friedrich, Osamělý strom (1822)
John Constable, Flatfordský mlýn (1822)
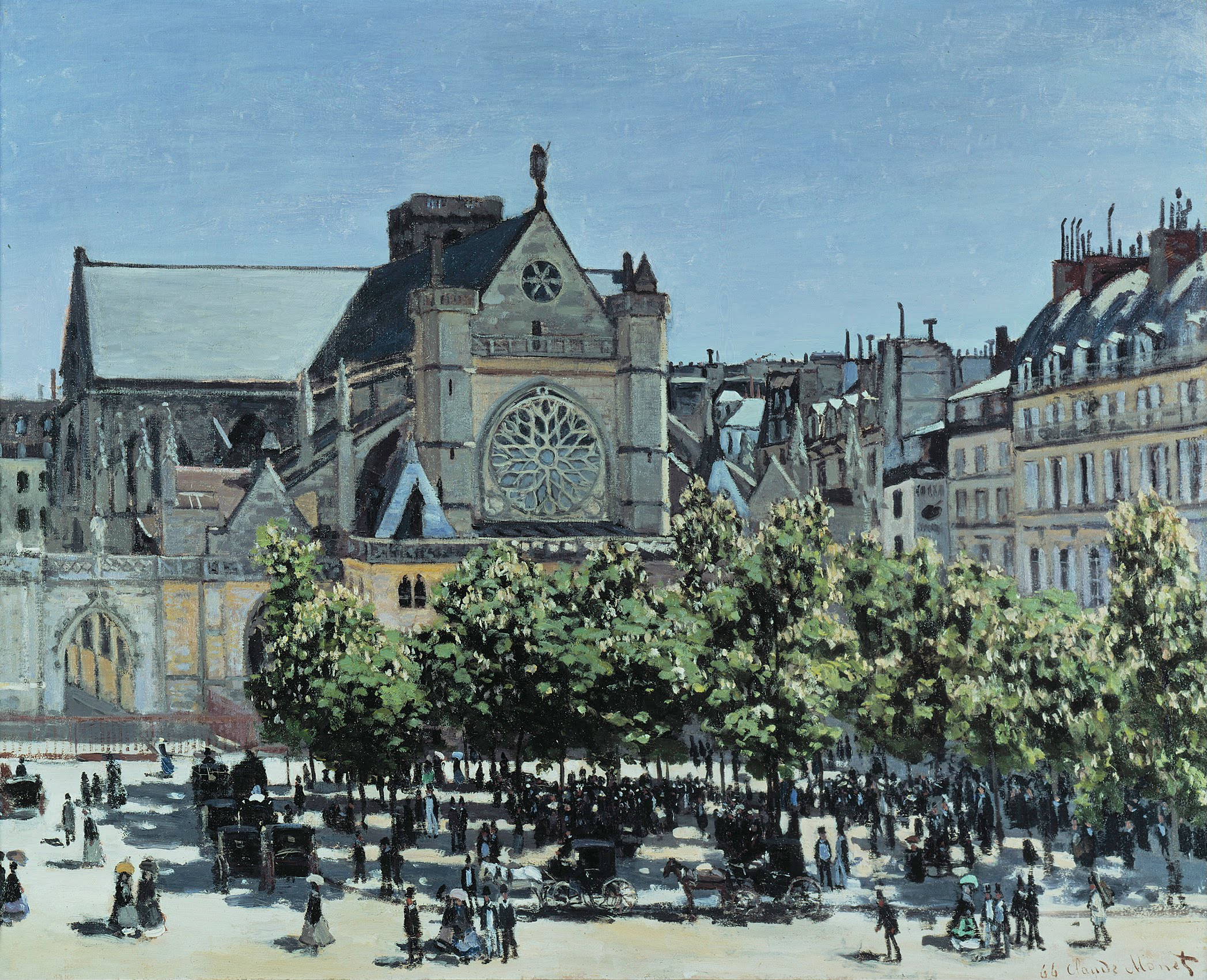
Claude Monet, St. Germain l'Auxerrois (1867)
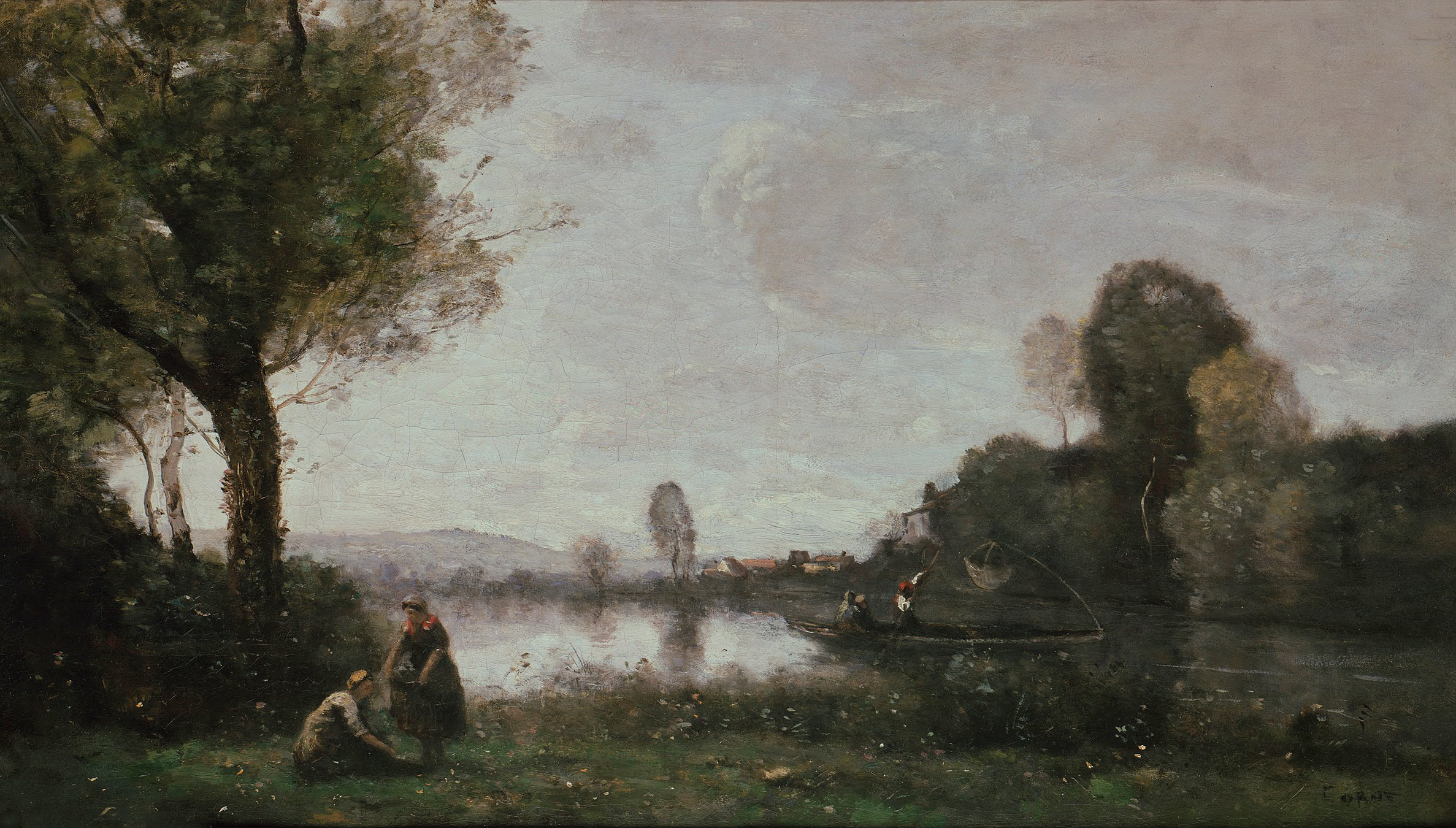
Camille Corot, Seina v Chatou (1855)
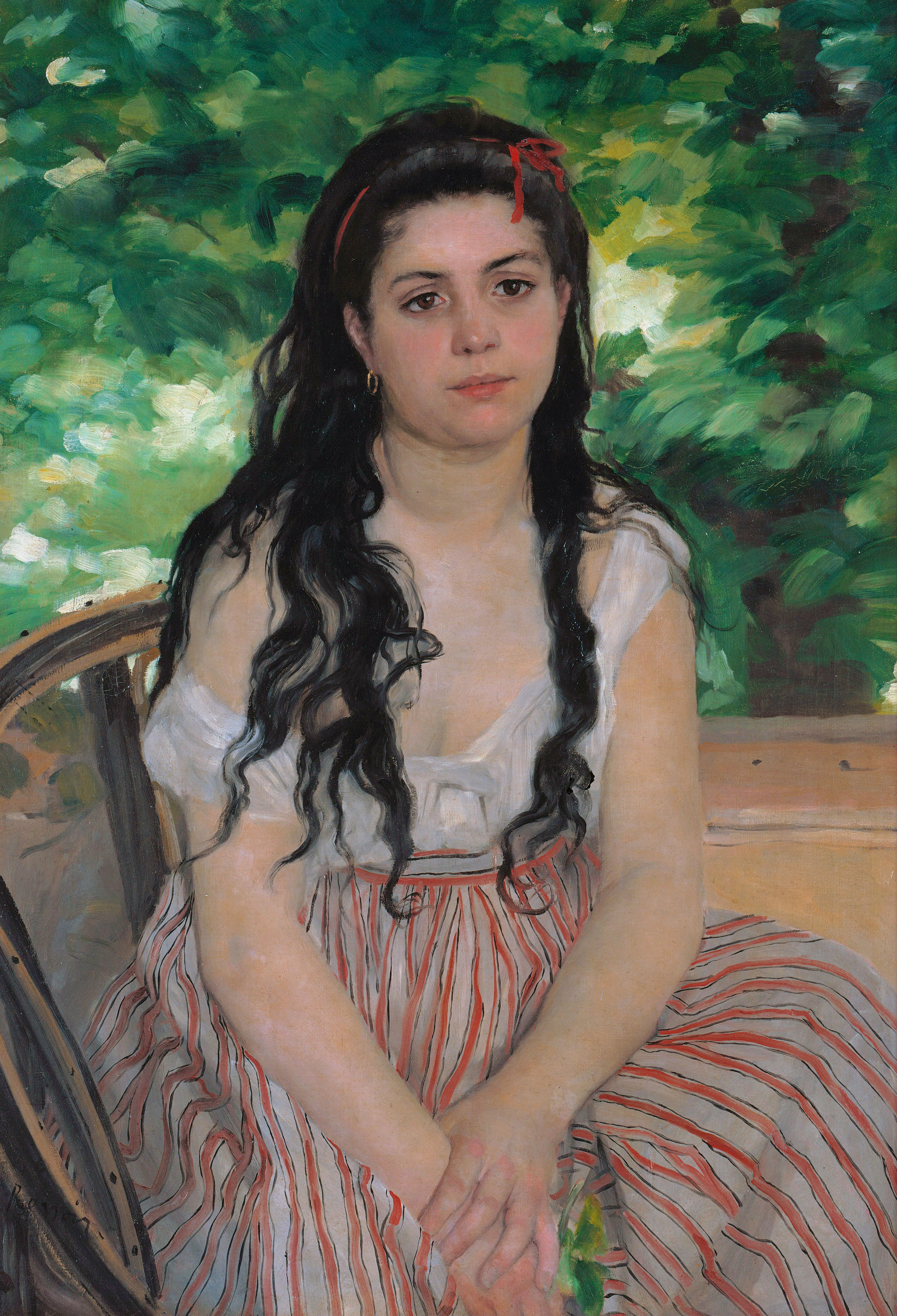
Auguste Renoir, V létě (1868)
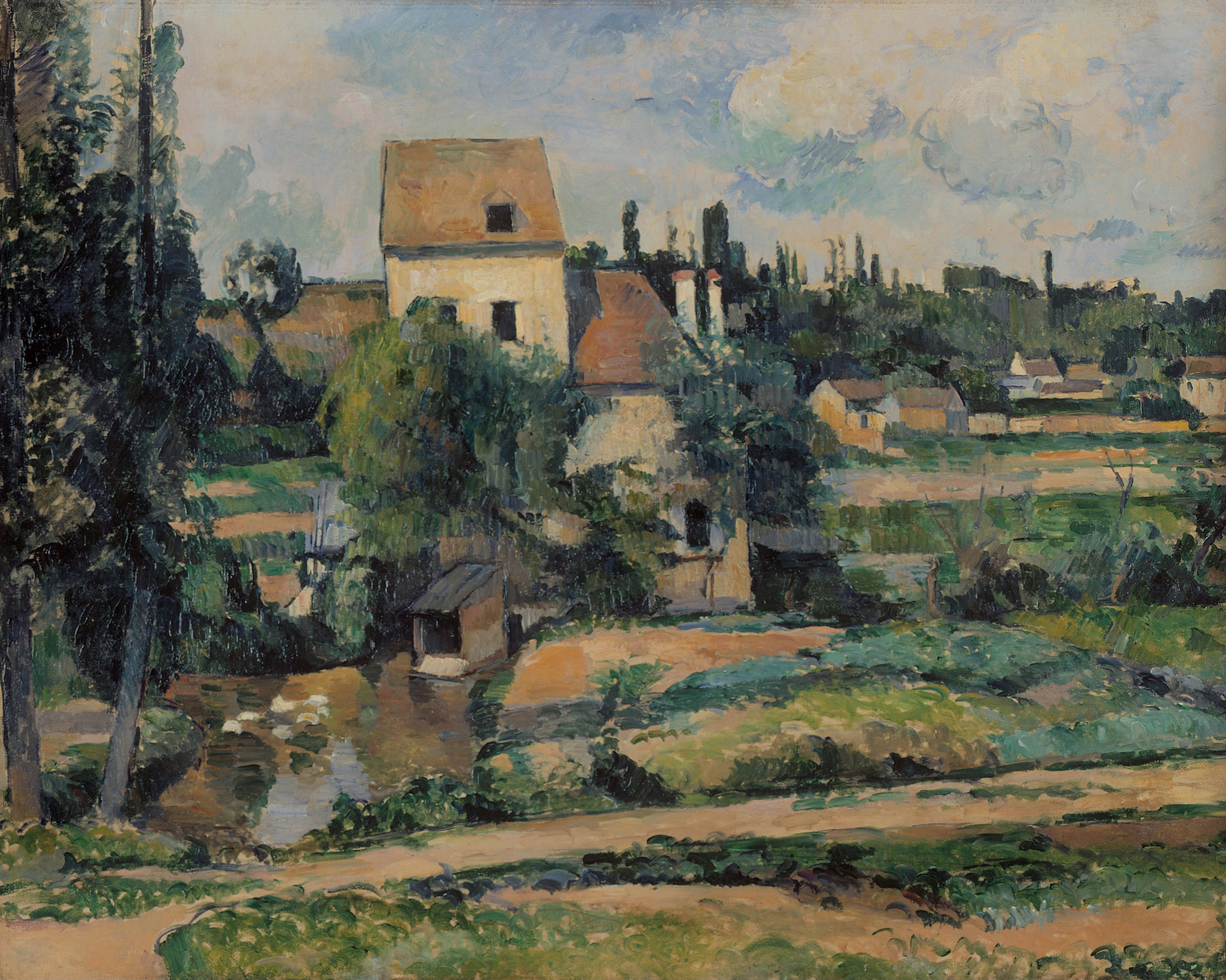
Paul Cézanne, Mlýn v Pontoise (1881)
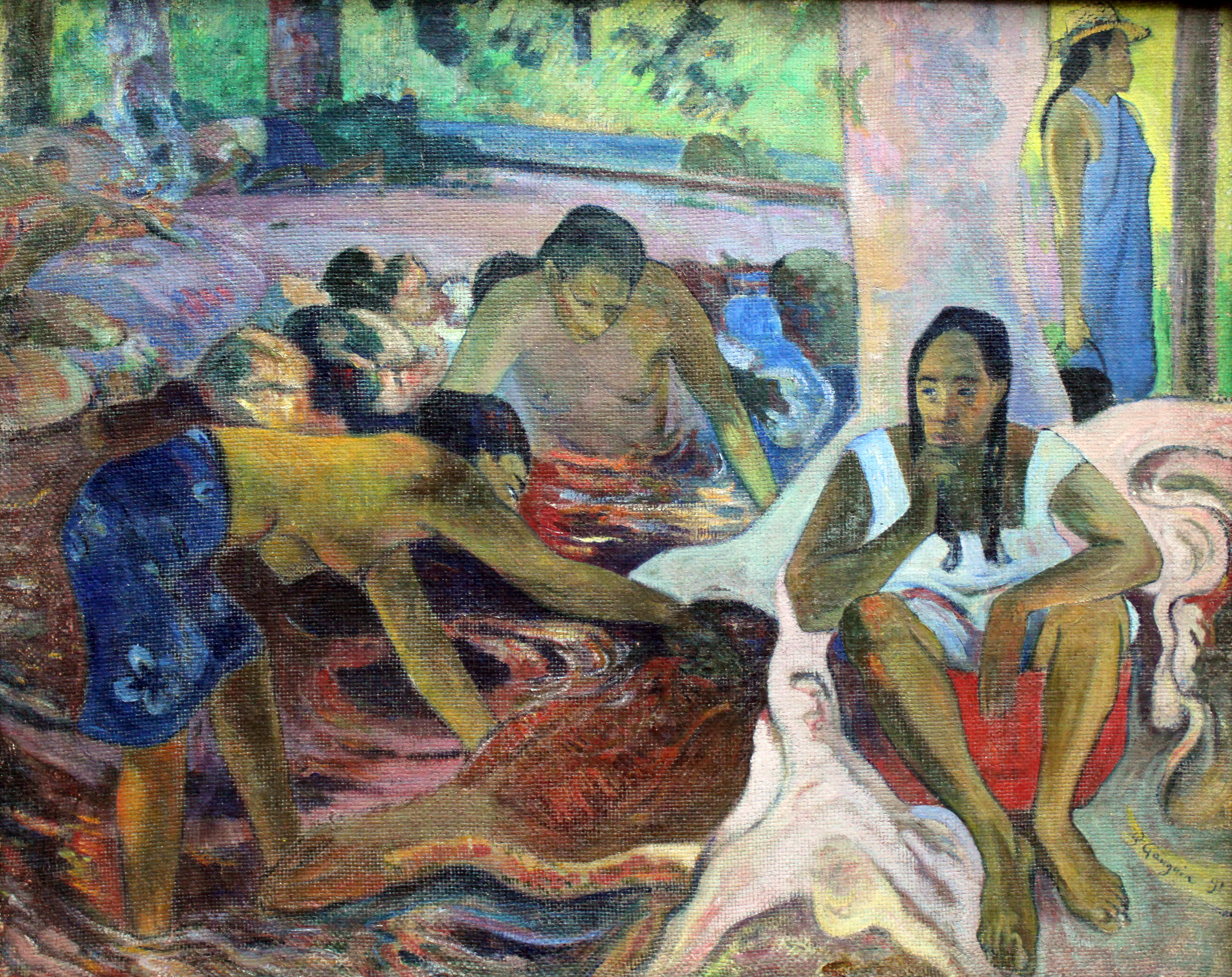
Paul Gauguin, Tahitské rybářky (1891)